# Czékus Eszter
Czékus Eszter (Budapest, 1995. január 3. –) magyar szinkronúszó. Az Alfa SC versenyzője.

## Iskolái
A Veres Péter Gimnázium magántanulója volt.

## Sportpályafutása
2008 óta versenyeznek együtt Kiss Szofival párosban. A 2010-es ifjúsági Európa-bajnokság volt az első jelentős nemzetközi versenyük. 2010-ben megnyerték a szlovák nyílt junior bajnokságot. 2011-ben a világbajnokságon 17. lett egyéniben, 21. párosban. Az ifjúsági Európa-bajnokságon hetedik volt párosban és egyéniben.
2012-ben kilencedikek voltak a német, nyolcadikok a francia nyílt bajnokságon. Áprilisában a londoni kvalifikációs versenyen megszerezték az indulási jogot az ötkarikás játékokra. Júliusban ötödikek lettek a svájci nyílt bajnokságon.
A 2012-es londoni olimpián 21. helyen végeztek.
A 2015-ös úszó-világbajnokságon az egyéni rövid program selejtezőjében 17., az egyéni szabad programban 16. lett.

## Díjai, elismerései
- Az év magyar szinkronúszója (2010, 2011, 2012, 2015[9])
- Az év óbudai sportolója (2011)[10]